# Solpugassa furcifera
Solpugassa furcifera es una especie de arácnido  del orden Solifugae de la familia Solpugidae.

## Distribución geográfica
Se encuentra en Angola y Namibia.